# Rua 24 Horas
A Rua 24 Horas é um ponto comercial e turístico situado no centro da cidade de Curitiba, capital do estado brasileiro do Paraná.
Inaugurada em setembro de 1991 pelo então prefeito Jaime Lerner, concentravam-se na rua 24 Horas 34 lojas com atendimento 24 horas por dia. A rua possui 120 metros de extensão e 12 de largura, e sua cobertura é formada por 32 arcos. O projeto é dos arquitetos Abrão Assad (que também projetou a estufa do Jardim Botânico de Curitiba na mesma época), Célia Bim e Simone Soares. Dois grandes relógios, um em cada fachada, marcam horas em 24 intervalos, em lugar de 12. São iluminados e comandados por uma central eletrônica a quartzo.

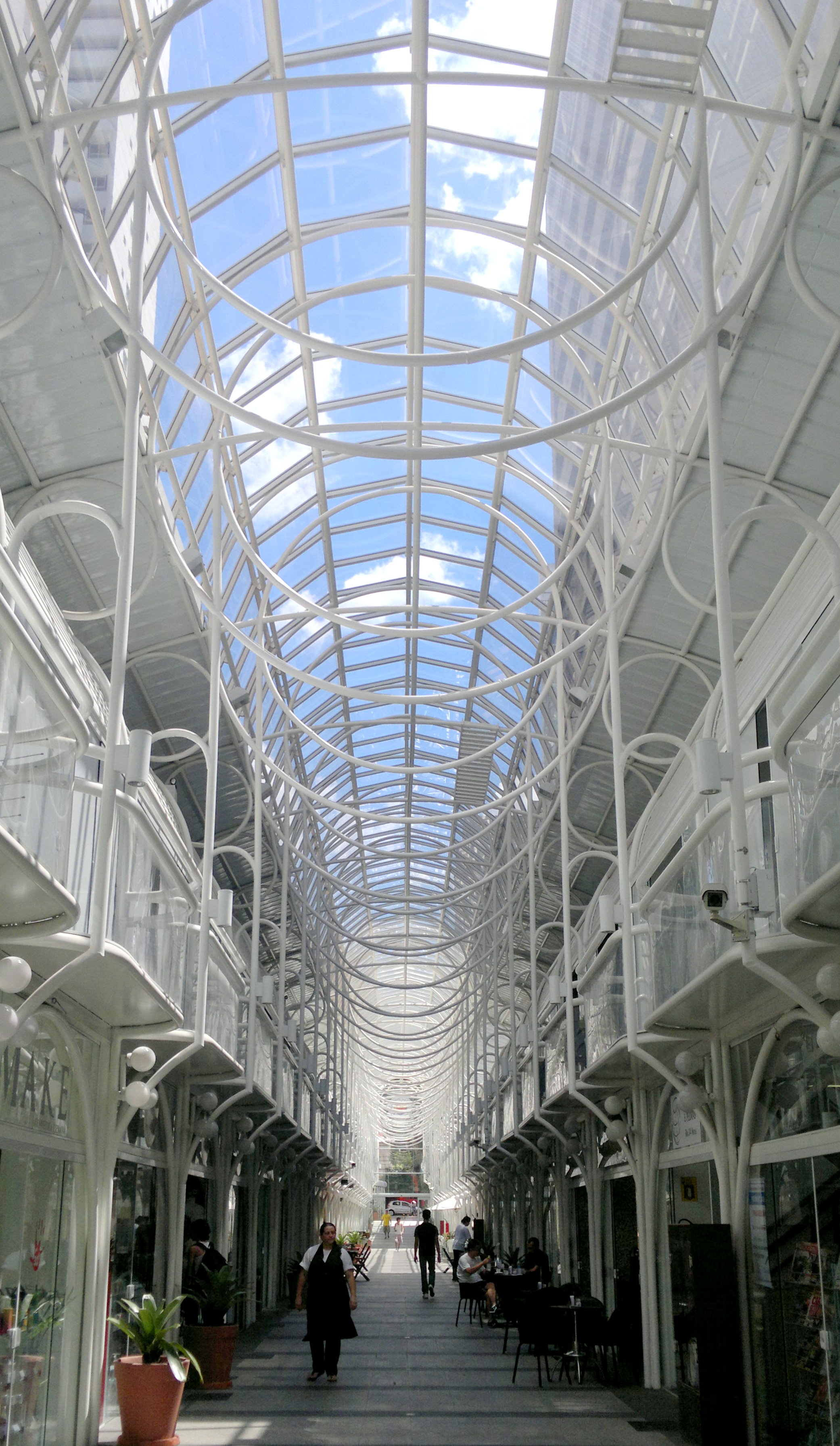
Parte interna da Rua após a grande reforma, agora na cor branca.

Fechada em 2007 e servindo apenas para circulação de pedestres, sofreu com o abandono e vandalismo quando suas últimas lojas interromperam o funcionamento completo, pois já não ficavam abertos durante a noite. Após sucessivas tentativas fracassadas de parcerias com a iniciativa privada, a Prefeitura de Curitiba iniciou obras de revitalização em julho de 2010. As obras foram concluídas em junho de 2011 e a Rua foi reinaugurada às 11 horas do dia 11 de novembro de 2011 (11 de 11 de novembro de 2011). Ao todo, a obra custou 4,1 milhões.